# Circustheater
Het AFAS Circustheater is een theater van Stage Entertainment in de Nederlandse badplaats Scheveningen.

## Geschiedenis
Het oorspronkelijke theater werd op 16 juli 1904 geopend door Circus Schumann. Het gebouw was een ontwerp van de architect W.B. van Liefland. Het Circustheater, toen Circusgebouw, was tot in de jaren 1960 een echt circus, dat alleen in de zomermaanden geopend was. Later kreeg het gebouw de naam Circus Strassburger. Dieren werden met een trein aangevoerd, in eerste instantie - zeker nog kort na de oorlog - tot aan het station Scheveningen (Zwolseweg - Gevers Deynootweg) en dan kort over de weg naar de stallen van het Circusgebouw. Later, na 1953, gingen de circustreinen tot het station Hollands Spoor, om vandaar via het baanvak van tramlijn 11 te worden vervoerd naar de Duinstraat, waar een uitlaadperron was. De circusdieren werden vandaar via de Juriaan Kokstraat naar het Gevers Deynootplein begeleid. Deze openbare optocht trok altijd veel toeschouwers.
De stallen van het Circustheater werden in de wintermaanden gebruikt als opslagruimte voor het luxebad dat 's zomers voor de toeristen werd opgebouwd.
In latere jaren fungeerde het Circustheater als concertzaal, met onder meer een recital door de pianist Arthur Rubinstein tijdens zijn laatste Nederlandse tournee in 1968. Ook de toenmalige Nederlandse Operastichting gebruikte het gebouw veelvuldig voor repetities, premières en voorstellingen, totdat in 1986 het Amsterdamse Muziektheater werd geopend.
In 1991 is het complex deels eigendom geworden van Joop van den Ende. Hij kocht het pand voor het symbolische bedrag van 1 gulden van de gemeente Den Haag, met de eis dat hij het zou ombouwen tot theater. In de zaal van het Circustheater werd hierbij plaats gerealiseerd voor 1852 personen. Het is onderdeel van Stage Entertainment. Van den Ende gebruikt het theater hoofdzakelijk voor musicals. Na de aankoop was Les Miserables de eerste productie. Na een verbouwing door architect Arno Meijs, ging in 1993 The Phantom of the Opera van start. Vele musicals volgden.

## Sponsoring
Het theater heeft meermalen een andere naam gekregen:
- VSB Circustheater - tot medio 2004.
- Fortis Circustheater - Een van de sponsoren van het Circustheater was Fortis, daarom droeg het Circustheater tot medio 2010 deze naam. Wegens de overname van Fortis door de ABN AMRO werd de bedrijfsnaam van het Fortis Circustheater veranderd naar Circustheater B.V.
- AFAS Circustheater - Sinds augustus 2011 is het Leusdense softwarebedrijf AFAS Software B.V. naamgevend sponsor van het circustheater. De naam van de grootste loge in de zaal is daardoor ook veranderd van 'Koninklijke Loge' in 'AFAS Loge'.

## Producties
Langlopende producties in het Circustheater waren:
| Voorstelling                   | Première (in Circustheater) | Laatste voorstelling | Opmerking                                                                             |
| ------------------------------ | --------------------------- | -------------------- | ------------------------------------------------------------------------------------- |
| Les Miserables                 | 6 december 1991             | 24 mei 1992          | Verlenging, oorspronkelijk vast in Theater Carré met première op 28 februari 1991     |
| The Phantom of the Opera       | 15 augustus 1993            | 3 augustus 1996      |                                                                                       |
| Miss Saigon                    | 24 november 1996            | 4 juli 1999          |                                                                                       |
| Elisabeth                      | 21 november 1999            | 22 juli 2001         |                                                                                       |
| Aida                           | 21 oktober 2001             | 3 augustus 2003      |                                                                                       |
| The Sound of Music             | 9 september 2003            | 9 januari 2004       | Verlenging, oorspronkelijk tournee met première op 23 september 2002 in Theater Carré |
| The Lion King                  | 4 april 2004                | 27 augustus 2006     |                                                                                       |
| Beauty and the Beast           | 15 september 2006           | 13 januari 2007      | Verlenging, oorspronkelijk tournee met première op 2 oktober 2005 in Theater Carré    |
| Tarzan                         | 15 april 2007               | 24 mei 2009          |                                                                                       |
| Ciske de Rat                   | 25 juni 2009                | 29 november 2009     | Verlenging, oorspronkelijk tournee met première op 5 oktober 2007 in Theater Carré    |
| Mary Poppins                   | 11 april 2010               | 28 augustus 2011     |                                                                                       |
| Wicked                         | 6 november 2011             | 11 januari 2013      |                                                                                       |
| Sister Act                     | 3 maart 2013                | 10 augustus 2014     |                                                                                       |
| Billy Elliot                   | 30 november 2014            | 7 november 2015      |                                                                                       |
| Beauty and the Beast (2e keer) | 13 december 2015            | 4 september 2016     |                                                                                       |
| The Lion King (2e keer)        | 30 oktober 2016             | 21 juli 2019         |                                                                                       |
| Anastasia                      | 22 september 2019           | 23 maart 2020        | Vanwege de coronapandemie is Anastasia eerder gestopt                                 |
| The Sound of Music (2e keer)   | 16 juni 2021                | 8 augustus 2021      | Daarna is de show verder gegaan als tour door Nederland                               |
| Aladdin                        | 18 september 2021           | 26 februari 2023     |                                                                                       |
| Aida (2e keer)                 | 23 april 2023               | 14 april 2024        | Wereldpremière vernieuwde versie                                                      |
| Frozen                         | 9 juni 2024                 |                      |                                                                                       |

## Evenementen
- In 1969 en 1982 vond hier de finale van het Nationaal Songfestival plaats. De eerste maal won Lenny Kuhr, bij de tweede maal was de presentatie in handen van Lenny Kuhr. Om deze reden werd het theater even omgedoopt in het "Kuhrhaus".
- Ter gelegenheid van het 100-jarig bestaan van het theater werd op 5 oktober 2004 in Madurodam een replica onthuld. Tevens vond een groot jubileumconcert plaats in het theater zelf.
- In 2000, 2001, 2018 en 2023 vond de uitreiking van de Musical Awards plaats in het Circustheater.